# Жужгово
Жужгово — упразднённая деревня в Нюксенском районе Вологодской области России. В настоящее время является частью села Городищна.

## География
Находилась в северо-восточной части области, в подзоне средней тайги, на правом берегу реки Городишны, на расстоянии примерно 21 километра (по прямой) к юго-юго-востоку от Нюксеницы, административного центра района.

### Климат
Климат характеризуется как умеренно континентальный, с продолжительной холодной многоснежной зимой и относительно коротким умеренно тёплым влажным летом. Среднегодовая температура воздуха — +1,8 °C. Средняя температура воздуха самого холодного месяца (января) — −13,1 °C, средняя температура самого тёплого (июля) — +17 °С. Безморозный период длится 100—110 дней. Среднегодовое количество атмосферных осадков составляет 450—500 мм, из которых около 330—350 мм выпадает в вегетационный период. Снежный покров держится в течение 160—165 дней. В течение года господствуют ветры юго-западного направления.

## История
В «Списке населенных мест Вологодской губернии по сведениям 1859 года» населённый пункт упомянут как казённая деревня Устюжского уезда, расположенная при речке Городишне, в 146 верстах от уездного города. В деревне имелся 1 двор и проживало 12 человек (8 мужчин и 4 женщины).
По данным 1914 года, в деревне проживало 23 человека (13 мужчин и 10 женщин). В административном отношении входила в состав Богоявленского сельского общества Богоявленской волости Велико-Устюгского уезда
В 1938 году входила в состав Городищенского сельсовета. В деревне имелось 2 хозяйства и проживало 13 человек. Действовало отделение колхоза «Соревнование». В 1947 году в Жужгове числилось 6 человек. Вошла в состав села Городищна не позднее 1973 года.